# Курмангазински район
Курмангазински район (на казахски: Құрманғазы ауданы) е съставна част на Атърауска област, Казахстан, обща площ 21 500 км2 и население 57 353 души (по приблизителна оценка към 1 януари 2020 г.). Административен център е село Ганюшкино.